# Concordette Developments
Concordette Developments Limited war ein britischer Hersteller von Automobilen.

## Unternehmensgeschichte
Das Unternehmen war an der Essex Road 78 im Londoner Stadtteil Barking ansässig. 1960 begann die Produktion von Automobilen und Kits. Der Markenname lautete Concordette. 1962 endete die Produktion. Insgesamt entstanden etwa 25 Exemplare.

## Fahrzeuge
Das erste Modell war der Concord. Das Fahrgestell von Ford Eight oder Ford Ten mit 228 cm (90 Inch) Radstand bildete die Basis. Die offene Karosserie bot Platz für zwei Personen. Bis 1961 entstanden etwa 15 Exemplare.
1961 ersetzte der Concord II das erste Modell. Dies war eine Weiterentwicklung und wurde mit Hardtop geliefert. Bis 1962 entstanden etwa 10 Exemplare.